# バイオハザード4
『バイオハザード4』（バイオハザードフォー、biohazard 4、欧題：Resident Evil 4）は、2005年にカプコンより発売されたホラーアクションアドベンチャーゲーム。『バイオハザードシリーズ』の第6作であり、本編シリーズとしては、2002年11月発売の前作『バイオハザード0』より約2年ぶりとなる。
本作はニンテンドー ゲームキューブ用ソフトとして発売されたのち、PlayStation 2やMicrosoft Windows、Wiiなどをはじめとする様々なプラットフォームに展開されたほか、バーチャル・リアリティ (VR) 版がMeta Quest向けに発売された。
本作はラクーンシティ壊滅の6年後にあたる2004年秋のヨーロッパ南部を舞台に、『バイオハザード2』の主人公であるレオン・S・ケネディが、アメリカ合衆国大統領の娘アシュリー・グラハムを救出するため、事件の黒幕であるカルト教団「ロス・イルミナドス」と対決する物語である。
本作以降のシリーズは作品毎に時系列と舞台が変わりつつ、物語が展開していくことになる。
2023年3月24日にはリメイク版『バイオハザード RE:4』（バイオハザードアールイーフォー、BIOHAZARD RE:4、英題：Resident Evil 4） が発売された。

## 開発の経緯
本作は発売までに何度も作り直されてきた。最初は、PlayStation 2向けにバイオハザードシリーズの新作として作られ、神谷英樹がディレクターに就任した。それから、メインテーマとなる「かっこよさ」を『バイオハザード』の世界観に織り込む方針で進められ、主人公は「バイオテクノロジー由来の超人的な能力を持つ不死身の男性」として、自身の謎を解くという筋書きになる予定であり、脚本は『バイオハザード2』を手掛けた杉村升が務める予定だった。
バイオハザードシリーズのイメージを一新し、敵に向かって銃を撃つ主人公のかっこよさを演出するため、ダイナミックなカメラワークも取り入れられる予定だった。また、神谷は背景をフルポリゴンにしたいと考え、背景制作を指揮していた田崎淳也とともにフルポリゴンの研究を重ねるうち、テクスチャに必要な素材を集めるため、ヨーロッパまで行って取材を重ねた。ところが、このバージョンはアクション性の高さゆえにシリーズ生みの親である三上真司から「バイオハザードシリーズとしてふさわしくない」と指摘され、最終的には路線を変更して『デビルメイクライ』として発売された。

### "Fog"バージョン
2002年11月、カプコン第四開発部がゲームキューブ用ソフト『biohazard4』として開発することになり、このバージョンは一部から"fog version"とも呼ばれるようになった。
この時点では『バイオハザード3 LAST ESCAPE』を手がけた柴田洋がディレクターを務め、アンブレラの核心部分である始祖ウィルス発祥の地を舞台とし、作品のテーマは「極限状態で生き延びるためのもがき」としていた。また、柴田は2002年11月の第四開発部の制作発表会にて、一人称視点を一部取り入れる旨をコメントしている
このバージョンでは、レオンが始祖ウイルスに感染して左手に不思議な力が宿る予定だった。

### "Hook Man"バージョン
カプコンはE3 2003にて本作を出展しており、このバージョンは一部のファンから"hook man version"と呼ばれている。このバージョンでは、謎の奇病にかかったレオンが生ける鎧や巨大なかぎづめを装着した謎の男に追い回されるという内容だった。また、肩越しカメラ視点など、完成版に引き継がれた要素も入っていた。
なお、『バイオハザード3』のシナリオを手掛けた川村泰久は、2012年にファンサイト"Project Umbrella"とのインタビューの中で、これはあくまでも実験に過ぎず、背景設定はないと話している。

### "Hallucination"バージョン
これはストーリーの骨子であり、杉村が執筆した。川村は、『バイオハザード4』をより恐ろしいものにしたいと考えていたと、振り返っている。杉村はホラー映画『ロスト・ソウルズ』のように、「ヒロインが気が付いたら殺人鬼の逃げ込んだ廃墟にいた」というシチュエーションを使おうとしており、これを翻案したものが"Hook Man"バージョンとなった。このバージョンでは、レオンがスペンサー邸に忍び込み、地下の研究室で出会った少女や犬型B.O.W.とともに地上を目指すという内容になる予定だった。ところが、この内容では開発費用が掛かりすぎるため、三上の介入を受けた挙句に却下され、面目ない気持ちでいっぱいだったと川村は振り返っている。
なお、始祖ウイルスは次回作『バイオハザード5』にて焦点が当てられたほか、スペンサー邸での冒険は同作DLC"Lost in Nightmares"にて描かれた。

### 完成版
シリーズの従来作品においてはプリレンダリングムービーが用いられた一方、本作においてはリアルタイム3Dムービーが用いられた。
本作の開発に参加したカプコン第1開発部の平林良章は、GDC2005の講演にて「[前略]ゲーム中にずっと緊張状態が続くとプレーヤーが疲れてしまうから、休憩時間が必要だということは開発者も考える。〔このやり方〕では、ムービー部分が息抜きになるが、ムービー部分が必ずしも開発者の求める休憩時間であるとは限らない」と述べており、この発言を取り上げた石田賀津男は、ムービーだから気を抜いてほしいというわけでもなく、ムービー以外の場所で休憩ポイントを設けたいという意味だろうと推測している。そこで、本作においてはムービー中にも遊べるようにするために「アクションボタン」という要素が割り振られ、それを実現するためにリアルタイム3Dムービーが採用された。これにより、ゲーム機がムービーをリアルタイムで処理するため、プリレンダリングの時よりも処理時間が減った。また、ムービー制作にあたってはプログラマによる微調整が必要だったが、本作の開発ではWEBサーバーを取り入れ、デザイナーが直接映像を調整できるようになった。
英語音声を担当する声優陣は4つのセッションに分かれ、2-3か月にわたって収録が行われた。一方、本作においてはゲーム内の会話が少なく、カットシーンやファイルを通じて物語が展開された。
なお、完成版のストーリーは3週間での執筆を余儀なくされたものである。執筆を手掛けた三上自身にも不満が残る出来とされ、2022年に行なわれたインタビューにて三上は「本作をリメイクするならストーリーを改善してほしい」と述べている。平林も2023年のインサイドとのインタビューの中で、一部キャラクターの掘り下げが不十分だったと振り返っている。
当初はGC独占発売と告知されていたが、ユーザーからの要望を受けてGC版発売の前にPS2への移植が発表されたのち、ほかのプラットフォームにも展開された。GC独占発売は、当時のカプコンが任天堂とのパイプを太くしておくのが重要との考えから決定された。

## ストーリー

### 本編
1998年のラクーンシティ消滅事件の後、その元凶であるアンブレラ社は、アメリカ合衆国連邦政府から業務停止命令を受けて株価が大暴落したことにより、倒産に追い込まれた。事件の生き残りの1人であるレオン・S・ケネディは、政府に能力を認められてエージェントとしてのスカウトを受け、訓練の日々を送っていた。
事件から6年後の2004年。レオンは大統領令嬢アシュリー・グラハムの護衛任務に就く予定だったが、彼女が何者かに誘拐されてしまう。内通者の存在が疑われたことから、レオンは単独でのアシュリー捜索指令を受け、わずかな目撃情報を頼りにヨーロッパのとある辺境の村を訪れる。早速聞き込みを試みたレオンは、狂気に満ちた雰囲気の村人たちに襲撃されて辛くも撃退するが、ゾンビを彷彿とさせる村人たちの様子に、レオンはラクーンシティでの悪夢を思い出す。
その後、レオンは無線で女性オペレーター・イングリッド・ハニガンのサポートを得ながら、単独で村の捜索を開始する。調査を進めていくと、村はカルト教団「ロス・イルミナドス」の支配下にあること、村人たちは教団が信奉する寄生生物「プラーガ」に肉体を乗っ取られた人間「ガナード」であったことが判明する。さらに、村の奥の廃屋で拘束されていた謎の男性ルイス・セラを助けるが、そこに現れた巨漢の村長ビトレス・メンデスによる返り討ちに遭い、意識を失ってしまう。
意識を取り戻したレオンは、ルイスと共に拘束されていた状態から脱出する。レオンは村の捜索を再開し、教会に囚われていたアシュリーを救出するが、まもなく遭遇した教祖オズムンド・サドラーから、レオンとアシュリーの体内にはすでにプラーガの卵が注入されていることを知らされる。体内のプラーガを駆除する手段を捜すため、レオンとアシュリーは否応なく村の探索を続けることになる。途中で再会したルイスと一時共闘するが、彼は「忘れ物」を取り戻すために去る。そしてレオンとアシュリーは村の最奥の納屋にたどり着き、そこで待ち構えていたメンデスを倒す。
その後、村を出た二人は大勢の村人に追われ、村に隣接する古城へ逃げ込む。しかし、そこにはガナードとなった邪教徒たちが集まっていた。城主ラモン・サラザールによる幾度もの妨害を受ける中、レオンはラクーンシティで死亡したと思われていた女スパイのエイダ・ウォンと再会する。その後、ルイスが体内のプラーガの成長を抑制する薬を持って現れるが、プラーガのサンプルを盗み出していた彼は追ってきたサドラーに殺害されてしまう。まもなく、隙を突かれてアシュリーをさらわれてしまったレオンは、サラザールによる刺客たちを倒しながら城の探索を進め、塔の頂上でプラーガの母体と一体化したサラザールと対峙し、これを倒す。そして、アシュリーを救出するべく、エイダと共に教団の本拠地である孤島へ向かう。
孤島では、強力な武器で武装した戦闘員のガナードや教団が開発した生物兵器たちが立ちはだかるが、レオンはどうにかアシュリーを救出した後、かつての相棒だった傭兵のジャック・クラウザーと再会する。クラウザーはエイダと同じくアルバート・ウェスカーの部下になっており、彼の命令でサドラーのもとへスパイとして潜り込んでいた。レオンは激戦を経てクラウザーを倒すと、島の施設内にてプラーガの除去装置を発見し、アシュリーと共に体内のプラーガを除去する。島からの出口を探す二人の前にサドラーが立ちはだかり、プラーガの力を解放して襲いかかる。怪物と化したサドラーだったが、戦いの末レオンはエイダの投げたロケットランチャーを使いサドラーを倒す。エイダはサドラーが持っていたプラーガのサンプルを奪取すると、島に仕掛けられていた爆薬の起爆スイッチを押し、レオンに鍵を投げてヘリコプターで飛び去る。レオンとアシュリーは、エイダから貰った鍵でジェットスキーを起動し、水流や水路の崩落に襲われながらも何とか島を脱出し、アメリカへ帰還する。

### the another order
教団でプラーガを研究していたルイスは、良心の呵責に耐えかね、プラーガのサンプルを持ち出す。ルイスはエイダを通じて、ウェスカーにサンプルを渡そうとするも、教団に捕まったうえ、最終的にサドラーに殺され、サンプルを奪われる。
当初、ウェスカーはエイダにサンプルの受け取りとレオンの抹殺を命じていた。しかし、サドラーがサンプルを奪還したため、レオンをサンプル回収の陽動として利用する方針に切り替える。ところが、本編のレオンの活躍により、教団は混乱状態に陥った。そこでウェスカーはレオンの抹殺を教団潜入中のクラウザーに、サンプルの回収をエイダにそれぞれ任せる。エイダはそれを聞き、レオンを守ることを選ぶ。
一方、レオンとの激闘を生き延びたクラウザーは、プラーガに意識を乗っ取られる。クラウザーはエイダによって倒される。
アシュリーを助けようとしたレオンはサドラーに見つかるが、エイダに助けられる。エイダはレオンと協力してサドラーを倒し、サンプルを奪ってヘリコプターで孤島を後にした。

## システム
本作では、従来の『バイオハザード』とは大きく異なるゲームシステムを採用している一方、アイテム管理など従来作に近い要素も含まれている。
操作方法は大きく変更され、『0』までの固定式のカメラアングル、ラジコン操作から、プレイヤーを背面から追従するビハインドカメラと、エイミング操作が採用されており、これによってTPSに近いより直感的な動きや銃器によって直接的に頭や脚などの部位、弱点に狙いをつけられるようになった。ただし、一般的なTPSのように構えながら移動することは出来ない。また、アシュリー操作時は従来の固定式カメラアングル、ラジコン操作となる（難易度によってはエイミング操作と、ビハインドカメラになっている）。その他にも、敵（またはカラスなどの通常の生物）を倒すことで、弾薬・アイテム・金銭をランダムに入手できるようになった。
各所に設けられた射的場で練習をする事ができ、高得点を獲得すると記念品がもらえるようになっている。これらの要素は後の『6』や『RV2』などのシリーズまで継承されている。
ステージに配置されたアイテムなどの側では、「拾う」「調べる」といったアイコン（後述）が表示されるようになり、円滑にプレイできるようになった。従来作品でお馴染みだったエリア移動のアニメーションは廃止され、それに伴ってロード時間が短くなっている。また、アクション性の強化による難易度の大幅な上昇に伴い、セーブ回数に制限がなくなった。ゲームオーバー時には『CV』と同様に死亡した直前の地点からコンティニューが可能となっている。
戦闘中やフィールド探索などの際、画面にボタン入力を促すアイコンが表示されるようになった。走る・泳ぐ・避けるなどのアクション、アイテムを拾う・ドアを開ける時などに表示される。アイコンはボタンを押す、連打のほか、Wiiリモコンを振るアクションも存在する。
武器だけでなく、体術で敵を倒す事も可能になり、敵が怯んでいたりヒザを着いている状態になるとアイコンが表示され、回し蹴りや投げ技が繰り出せる。これには弾丸の節約、無敵時間を利用した回避など幅広い応用方法がある。
戦闘中以外にもイベントムービー中にQTE（ボタンアクション）が発生する。コマンド入力を失敗するとダメージを受けたり、即ゲームオーバーとなってしまう。
ゲームの中でアシュリーを救出すると、彼女を守りながらゲームを進めていくことになる。アシュリーは敵からの攻撃を数回受けたり、レオンの攻撃が当たってしまうと死亡する。
アシュリーが死亡したりガナードに捕まって別マップへ連れ去られると、「Mission failed」(任務失敗）となりゲームオーバーになる。
このほかにも、特定の場面でルイスを5回撃つと、怒ったルイスがレオンを射殺するムービーが挿入され、ゲームオーバーとなる。但し、ルイスは銃を向けるとしゃがむので、故意に狙ったり乱戦状態でないとこのようなことにはならない。

### 難易度
本作の本編で選択出来る難易度は下記の通りだが、プレイヤーの行動に応じてゲームの難易度を自動調整する機能（ゲームランク）が搭載されている。そのため、敵の攻撃力と耐久力がプレイ中に変動することがある。プレイヤーが有利な行動をとると上がり、敵の攻撃力と耐久力が上昇するが、不利な行動をとると下がり、敵の攻撃力と耐久力が下がる仕様になっている。マスクデータの為、画面上での確認は不可能。
AMATEUR
最も易しい難易度。武器の装弾数や入手弾薬数が他難易度に比べて2倍。開始時からショットガンを所持しており、敵の数や体力が最も少ない。進行上の必須エリアが1部カットされている。救急スプレーの購入制限がない。アシュリー操作時のカメラがレオン操作時と同じになる。PS2版以降に実装された難易度であり、GC版には無い。
EASY
開始時からショットガンを所持。難易度NORMALに比べて敵の数や体力が少ない。進行上の必須エリアが1部カットされている。アシュリー操作時のカメラがレオン操作時と同じになる。AMATEURが実装されていなかったGC版では、EASYが最も易しい難易度となっている。
NORMAL
本作の難易度の基準となる標準難易度。アシュリー操作時は旧作シリーズの固定カメラになる。
PROFESSIONAL
本作の最高難易度。難易度NORMALをクリア後にNEW GAMEから選択可能になる。基本的な内容はNORMALと一緒だが、ゲームランクがNORMAL時の最高のまま変化することがない為、敵の攻撃力と耐久力が高い。アーマー（防弾服）の購入が不可の為、ダメージを軽減する手段が無い（ストーリーを進めても、武器商人の商品一覧に追加されることはない）。そのため、実質的な耐久力の向上は、イエローハーブによる体力の最大値を上げることのみに限られる。

### アイテム管理
本作では初めて金銭(スペインの旧通貨・ペセタ)の概念が導入されており、アイテムをやり取りする相手として武器商人が登場している。
武器や回復アイテムはアタッシュケースにブロック単位で収納されるようになった。その一方、ゲームの進行に応じて大きなアタッシュケースを購入できるとはいえ、アタッシュケースの容量には限りがあるほか、不要なアイテムを捨てた場合は再入手ができない。
なお、鍵などのイベントアイテムや、武器商人が高額で買い取ってくれる宝物はアタッシュケースとは別に無制限に持てるようになった。

### クリア特典
これまでのシリーズでは本編クリア後にニューゲームで引き継げるのはおまけ武器とコスチュームチェンジの解禁要素のみだったが、本作ではクリア後のデータからニューゲームを始めると、レオンとアシュリーの体力の最大値、所持金・宝、アタッシュケースの中身・アーマー（防弾服）をすべて引き継げるようになった。
本編クリア後に解放される隠しコスチュームおよび隠し武器を装備した場合、キャラクターの挙動などが変化する。
その他、本編クリアによって解放されるモードは下記の通りであり、これらのモードにもそれぞれクリア特典が存在している。
PROFESSIONAL
難易度NORMALで本編をクリアすると解放される、最高難易度モード。
THE MERCENARIES
本編をクリアすると解禁されるミニゲームで、制限時間内に多くの敵を倒してハイスコアを狙う。4つのステージから選択してプレイでき、条件を満たすと新しいキャラクターが出現し、最大5人の選択が可能になる。得点に応じて最大五つまでの星による評価が付けられる。
ADA THE SPY
エイダを操作して、寄生体のサンプルを5つ回収して孤島から脱出する事を目的とするミニゲーム。後述の『the another order』とは異なり本編とはエイダの見た目やストーリーに相違がある。なお、Wii版、HDリマスター版以外ではナイフは使用不可のため、最後のクラウザー戦の難易度が上昇している。
the another order
本編をエイダの視点で描いた全5章の番外編で、もともとはPS2向けの追加シナリオである。
オリジナルの武器、マップ、ムービーや敵キャラクターなどが追加されている。各チャプターをクリアするごとに彼女の視点から事件の概要や登場人物に関しての情報を纏めた「ADA'S REPORT」を見ることができるようになる。
海外版では『Separate Ways』というタイトルであり、リメイクにおける本シナリオに相当するDLCでは日本版もそちらに統一されている。

## 各機種版の特徴
本作は、ゲームキューブ用ソフトとして発売された後、様々なプラットフォームに展開された。
また、日本国外への発売に当たっては一部のボイスの追加や、難易度設定のEASY（PS2・Wii・PC版の場合はAMATEURも含む）が存在しないほか、首の切断など死亡時の描写が過激になっているなどの違いがある。

### ゲームキューブ版
最初に発売された『4』である。
GC用光ディスクの容量の問題によりディスク2枚組での供給となっており、プレイの中盤でディスクを入れ替える必要がある。日本版では唯一、人型の敵の頭部が破壊される。全世界累計販売本数は160万本。
本作を基礎として、他機種との変更点・追加要素を以下に述べていく。

### PlayStation 2版
GCからPS2への移植に伴い、最低難易度のAMATEURモードや、イベントシーン鑑賞モードである「ムービーブラウザ」、そしてエイダの視点から物語を描いた「the another order」が追加された。
GCよりハードスペックが低いPS2への移植は非常に困難であったが、最低限の画質の劣化やオブジェクトの表示数ならびに敵キャラクターの同時出現数を削減することで移植が実現した。
GC版ではリアルタイムで描画していたイベントシーンをPS2版ではプリレンダリングムービーで再生している。そのため、PS2版ではコスチュームチェンジがイベントシーンに反映されない。また、PS2版以降では大容量の媒体で供給されているため、ディスク入れ替えの必要はない。

### Microsoft Windows版
2007年2月23日より海外向けにWindows（2000/XP）に対応したPC版が発売。日本でも2007年6月7日に発売された。追加要素などはPS2版と同等だが、PCでのプレイに伴って解像度がPS2よりも相当に向上している。マウス操作には対応していない。

#### Ultimate HD Edition
2014年2月28日にHDリマスター版の『バイオハザード4 Ultimate HD Edition』（バイオハザードフォー アルティメット エイチディー エディション）が発売。基本的には後述の『リバイバルセレクション』の移植。1920x1080の高解像度テクスチャと60fpsのフレームレート、マウス操作、Steam実績、トレーディングカードなどに対応した。予約特典として60曲以上の楽曲を収録したデジタルサウンドトラックと、キャラクター、クリーチャー、ストーリー、コンセプトアートなどを収録した、80ページを超えるデジタルアーカイブスが配布された。日本ではパッケージ版の販売はなく、Steamでのダウンロード販売のみ。

### Wii版
2007年5月31日には、GC版をベースにPS2版の追加要素を実装した『バイオハザード4 Wii edition』（バイオハザードフォー ウィー エディション）がWiiにて発売された。カプコン初のWii用ソフトである。 特典映像として『バイオハザード アンブレラ・クロニクルズ』のトレーラーが収録されている。
Wii版のディレクターを務めた中井実は2007年に入ってから開発を進めたとねとらぼの網野三平とのインタビューの中で明かしており、ゲームキューブからWiiへの移植はほか機種よりもスムーズにできたと話している。
全世界での累計販売本数はWii editionのみで200万本となっている。
この版では、基本的な操作方法がWiiリモコンとヌンチャクコントローラに準拠したものに変更されている。
リモコンのポインターで銃の照準を定めて攻撃を行うほか、リモコンを軽く振るだけで近接対象物を自動検索してナイフ攻撃を発動するサーチナイフ（通常のナイフ攻撃より威力は若干弱め）機能も搭載され、より直感的な操作が可能となった。
GC用コントローラやクラシックコントローラでの操作は、説明書には一切記述がないが対応しており、GC版やPS2版と同様の操作が可能。ただし、ゲーム起動時にヌンチャクを取り付けていないと警告が出て先に進まないため、タイトル画面が表示された後にリモコンからヌンチャクを取り外し、コントローラを付け替える必要がある（プレイ中の変更も任意で可能）。

### 携帯電話版
2008年2月1日にはauのBREW4.0向けに移植版が配信された。
2010年には初心者向けに内容を強化した『バイオハザード 4 for ビギナーズ』が配信された。

### PlayStation 3/Xbox 360版
2011年9月8日には、今作と『バイオハザード CODE:Veronica 完全版』の2タイトルをHDリマスターし、Wii版をベースに画面解像度が720pに対応した『バイオハザード リバイバルセレクション』がPlayStation 3、Xbox 360向けに発売された。また、2012年3月13日にはダウンロード版がそれぞれ単品で配信開始され、3月15日にはBest版の『バイオハザード5』（オルタナティブ エディション）とのツインパックが発売された。
PS3版はBlu-ray Disc1枚（HDDインストール必須）、Xbox 360版はDVD2枚組となる。トロフィー、実績解除、クリア時間のオンラインランキングに対応する。HDDインストールに対応したことにより、ロード時間が大幅に改善されている。サウンドはPCM 2chのみで、ドルビープロロジックIIによる5.1chサラウンドは非対応。
初回生産分特典として、PS3版には「BIOHAZARD archives 復刻改訂版」と「BIOHAZARD archives II」を電子書籍向けに抜粋、再編集した「PlayView for Games版『BIOHAZARD archives 特別版』」をPlayStation Storeからダウンロードできるプロダクトコード、Xbox 360版には「レオンジャケットコスチューム」アバターが無料で入手できるご利用コードが同梱する。

### PlayStation 4/Xbox One版
2016年8月30日にダウンロード配信用ソフトとしてPlayStation 4、Xbox One向けに発売された。基本的なゲーム内容はリバイバルセレクション版と同一だが、画面解像度が1080pまで対応し、フレームレートも60fpsでの動作になっている。
音声出力も5.1chサラウンドに対応しており、サラウンド環境でプレイした場合、敵が向かってくる位置などを把握しやすくなっている。そのほか、右スティックでの照準操作が可能になっており、やや操作面でのストレスが解消されている。

### Meta Quest版
2021年10月21日にOculus Quest 2 (現:Meta Quest)向けに発売された。本作をベースにバーチャル・リアリティ（VR）コンテンツとして再構築した作品で、開発は『BAYONETTA&VANQUISH』などの移植を行ってきたArmature Studioが担当している。VR版である同作は一人称視点で戦闘や謎解きなどを行うシステムになっている。なお、Quest 2版には「ADA THE SPY」「the another order」は収録されていない。「THE MERCENARIES」は2022年4月20日に無料アップデートという形で配信された。このモードは本編とは独立しており、本編よりも前に遊ぶこともできる。

## 登場人物

### アメリカ合衆国政府関係者
レオン・S・ケネディ (Leon Scott Kennedy)
声：ポール・メルシエ 、モーションキャプチャー： 小川輝晃
本作の主人公で、アメリカ大統領直属のエージェント。27歳。
ラクーンシティ壊滅事件で生き残ったことを合衆国政府に見込まれ、エージェントにスカウトされ、アシュリーの救出に向かう。
アシュリー・グラハム (Ashley Graham)
声：キャロリン・ローレンス
アメリカ合衆国大統領の娘。マサチューセッツ州の大学から下校する途中、ロス・イルミナドス教団に誘拐される。
今作のヒロイン。
イングリッド・ハニガン (Ingrid Hunnigan)
声：サッリ・サフィオティ
アメリカ政府機関の一員で、無線通信でレオンの作戦行動をサポートする。本作以降、レオンとは任務上幾度も関わっていくことになる。

### ロス・イルミナドス教団
オズムンド・サドラー (Osmund Saddler)
声：マイケル・ガフ、モーションキャプチャー：秦健二
古からの宗教団体、ロス・イルミナドス教団の教祖。青地に金色の装飾のローブを羽織った壮年と思われる男性。
教祖の証である杖を常に所持しているがこれは寄生体を操るための杖でもある。また、寄生されても自我を残すことができる支配種プラーガ、それも他の支配種プラーガよりも強力な個体をその身に宿している。
疑り深く、慎重な性格で人を信用しない人間不信な人物。だがルイス・セラはある程度は信用していた。
周辺地域の領主であるラモン・サラザールを篭絡してプラーガの封印を解き、村人たちに予防接種と称してプラーガの種を植え付けた。その後はプラーガの力を利用して支配領域を拡大していく。そして、大統領の娘・アシュリーを誘拐し、プラーガを注射した彼女を送り返すことでアメリカ合衆国を混乱させ、最終的には全世界を支配しようと目論む。
ビトレス・メンデス(Bitores Mendes)
声：ジェシー・コルティ
スペイン人で教団の神父であり村長でもある厳格で威圧的な雰囲気を持つ無口な男性。スキンヘッドに長く蓄えられた顎髭で2m越えの身長とそれに見合った大柄な体格をしている。赤い左目は義眼だがプラーガを宿す前からなのかを始め理由は不明。
主であるサドラーには非常に忠実。彼自身もその身に支配種プラーガを宿しており、人間姿でも異常な耐久力や怪力を持つ。
余所者への警戒心や敵意は非常に強いものの住人を大切に思う気持ちもちゃんとあり、作中では自分に言い聞かせているシーンもあったりする。
ラモン・サラザール (Ramon Salazar)
声：Rene Mujica、モーションキャプチャー：つるぎだん
村の近隣に大きな城を構え、古くから周辺を統治してきたサラザール家の8代目当主。
20歳という年齢に反し、子供のような体躯にやや老人のような白髪と顔つきと声というアンバランスな容姿をしている。
もともと彼の一族はプラーガを城の地下に封じる形で教団から守ってきたが、家族がいない孤独感に由来する心の隙をサドラーに突かれて教団に入信し、城の地下に封印されていたプラーガを解き放った。
なお、シリーズの中では珍しく、レオンをミドルネームの「スコット」で呼んでいる。
ヴェルデューゴ
サラザールの側近で、赤いローブを着た者と黒いローブを着た者の二体が存在する。名前はスペイン語で「執行者」を意味する。
プラーガと昆虫の遺伝子を応用した実験の完成形で、赤い方はサラザール曰く「右腕」であり、高い信頼を寄せており、サラザールと常に行動を共にする。
ルイス・セラ (Luis Sera)
声：リノ・ロマノ、モーションキャプチャー：和田圭市
自称「ハンサムなプー(=無職)」であり、元科学者で教団でプラーガの研究をしていた男性。スペイン人で訛りのある英語を話す。
飄々としており人を小馬鹿にしたような話し方をするなどつかみどころのない人物故に軽薄に見えるが、義理堅い一面もある。
プラーガを利用した教団の真の目的を知ったことで、良心の呵責から教団を裏切り、村から脱出するためにプラーガのサンプルを持ち出していた。
家族や過去についてあまり話したがらないが「マドリットで警官をやっていた」と最初に会った時に言っている。
武器商人
声：ポール・メルシエ
本編にて、お金などと引き換えにアイテムや武器の売買・改造をプレイヤーに提供してくれる特殊なガナード。
オレンジ色に輝く瞳（日中であるチャプター1の間は普通の青眼、一部はオレンジではなく赤い目）に黒いフードを被り、口元を紫の布で覆い隠した不気味な姿をしている。マントの下には多数の商品を忍ばせている。また、独特の発音の英語をダミ声で話す。
ガナードでありながらお金さえあれば誰とでも取引するという人物で、本来敵であるレオンやエイダにも武器を売ってくれる。ただし、周囲にガナードがいる場合は、裏切り行為を知られたくないのか、話しかけられない。

### 第3の組織
アルバート・ウェスカー (Albert Wesker)
声：リチャード・ワウ
元S.T.A.R.S.の隊長にして元アンブレラの研究員。
本作では、巨大製薬会社「S」と接触している今作では、プラーガのサンプルを得るために村へ送り込んだエイダやクラウザーを、影から指揮する役で登場している。
『THE MERCENARIES』においてプレイヤーキャラクターとして使用可能である。
エイダ・ウォン (Ada Wong)
声：サリー・ケーヒル
ウェスカーの協力者で、プラーガのサンプルを入手するため、教団の支配する村に侵入する。
『ADA THE SPY』や『the another order』において主人公として登場。『THE MERCENARIES』でもプレイヤーキャラクターとして使用可能である。
ジャック・クラウザー (Jack Krauser)
声：ジム・ワード
元アメリカ特殊作戦軍所属の兵士で、レオンの元相棒。ウェスカーの指令でプラーガのサンプルを入手するため、レオンやエイダが村を訪れる以前から、教団にスパイとして潜り込んでいる。
『THE MERCENARIES』においてプレイヤーキャラクターとして使用可能である。 

### その他
ハンク (HUNK)
アンブレラ特殊部隊『U.S.S.』のアルファチームに所属していた元隊員。
『THE MERCENARIES』のみに登場する。

## 登場するクリーチャー
今作では、シリーズ恒例のゾンビをはじめとするt-ウィルス由来のクリーチャーおよびB.O.W.に代わり、サラザール家の領地に生息する寄生生物・プラーガおよびそれに由来するクリーチャーやB.O.W.が多数登場する。
「プラーガ」という名称は、スペイン語で「害虫」を意味する「Las Plagas」から来ている。
プラーガの成虫は母体から生み出される仕組みとなっている。
プラーガそのものは短時間で衰弱死してしまう上、肉体も非常に脆弱である。また、光に弱い。
宿主の体内に植え付けられた卵から孵化する、もしくは胞子状になり休眠状態になった幼体が宿主の体内に侵入し活動を再開すると、宿主の中枢神経に触手を伸ばして同化し、精神を支配すると同時に、宿主に超人的な力を与える。宿主が大きなダメージを受けた場合は、プラーガが露出して直接肉体の制御を行う。
プラーガには、宿主の自我を保ったまま他のプラーガを支配できる「支配種」と、支配種の配下に置かれる「従属種」がおり、ガナードをはじめとする本作に登場するクリーチャーの大部分は従属種に寄生された存在である。
プラーガに肉体を乗っ取られた人間は、ガナードと呼ばれるが、単に「ガナード」と呼称した場合は主に村人、邪教徒、戦闘員の3種を指す。
プラーガに寄生された人間は、もともと持っていたの知識や技術をもとに感染前の生活を模倣する形で活動している。ただし、プラーガとの同化の度合いによっては破壊衝動が上回り、「アシュリーを生け捕りにせよ」という教団からの指示を無視する者もいる。
プラーガはヒト以外の生物にも寄生しているほか、動く鎧ことアルマデューラ (Armadura)のようにプラーガが人工物の内部に入って操縦しているケースもある。
カルト教団ロス・イルミナドスは悲願である世界征服の実現に向け、プラーガの利点を生かして有機生命体兵器（B.O.W.=Bio Organic Weapon）を生み出している
ほか、幹部四名（サドラー、サラザール、村長、クラウザー）は支配種を自らに寄生させている。
ただし、これらのB.O.Wは欠点や弱点が存在しており、たとえばプラーガを用いた肉体強化実験で生まれたガラドール (Garrador) の場合、目に付いた者に敵味方の区別なく襲い掛かるほど凶暴化したため、瞼を縫合して視界を奪われて幽閉された経緯を持つ。封じられた視覚に代わって聴覚が発達したことで、わずかな足音でも正確に獲物の位置を捕えられる反面、鐘などの大きな音に注意を引き付けられることもある。また、物語の終盤で登場するU-3の場合、プラーガを用いた応用実験によって複数の生物の遺伝子（人間、昆虫、爬虫類）を内包しているものの、各生物の特徴の調整が不完全なため、それぞれの生物を混ぜたような異質な見た目をしている。
支配種プラーガを宿した者および、B.O.W.の一種であるヴェルデューゴの詳細については#登場人物を参照。

### プラーガ
サラザール家の領地に古くから原生する寄生生物。スペイン語で「害虫」、「疫病」を意味する「Las Plagas」が由来。
人間だけでなく様々な動物に寄生可能で、作中ではヒト以外に犬やオオサンショウウオにも寄生していた。
宿主の体内に注射器で植え付けられた卵から孵化する、もしくは胞子状になり休眠状態になった幼体が宿主の体内に侵入し活動を再開すると、宿主の中枢神経に触手を伸ばして同化し、精神を支配すると同時に、宿主に超人的な力を与える。 支配種と従属種が存在し、両者の関係は女王蜂と働き蜂に似ている。
ガナードをはじめとする、本作に登場するクリーチャーの大部分は従属種に寄生された存在であり、自我を喪失している。
一方、カルト教団ロス・イルミナドスの幹部四名（サドラー、サラザール、村長、クラウザー）は支配種を自らに寄生させている。支配種は宿主の自我を奪わない上、従属種を操る能力を自由に扱える。
プラーガ単体
寄生生物であるプラーガが、単体で生存している状態。光に弱く、光にしばらく当たると衰弱して消滅する。
次回作である『バイオハザード5』にも宿主がいない状態で生存するプラーガとしてキペペオ及びブイキチワが登場する。
プラーガ（成虫）
宿主を失った寄生体の成虫。ロス・イルミナドス教団の紋章のモチーフ。
脚が八本ある、ミズグモをそのまま約1メートルほどに巨大化させた様な外見。縦に大きく広がった口と、尾部から生えた数本の触手をもつ。
光に弱い上に寄生生物であるがゆえにプラーガ単体では生命を維持できずに短時間で衰弱死してしまう他、肉体も非常に脆弱で襲いかかってきたのを振り払うだけで死亡する程。
また、ガナード（寄生体）のうち、寄生体Cが倒されると寄生体部分が分離してこの敵に変化する。また、プラーガの母体からは無尽蔵に産み出され続ける。
アルマデューラ（Armadura）
古城に飾られている甲冑姿の怪物。Armaduraはスペイン語で「鎧」を意味する。
正体は宿主を探す過程でさ迷っていたプラーガが内部に潜り込み操っているもの。そのため、故意に作られたものではなく偶発的に誕生したもの[注 2]である。プラーガ単体で長時間活動している稀有な例。甲冑内部全体にプラーガの触手が張り巡らされており、それが疑似的な筋肉の働きを発揮し、あたかも人間が入っているように行動するが、その動作は非常にぎこちない。
見た目の通り耐久力が非常に高いが、兜の部分を攻撃することで兜が外れ、甲冑の首にあたる部分から弱点の寄生体が露出する。また、光にも弱い。
なお、武器（長剣もしくはバトルアックス）を振りかざして待機し、こちらが近づくと武器を振り下ろして命中の是非に関わらず崩れ去る物が数か所にいる。
難易度AMATEUR、EASYでは強制戦闘はカットされており、アシュリーパートでのみの登場となる(こちらは逃げるのみで、戦闘は出来ない)。以下の二種が存在する。ちなみにそれぞれ剣と斧を持つ者がいるが、武器の違いは見た目だけで動きやダメージは同じ。
銀騎士タイプ
露出する寄生体はガナード（寄生体）の寄生体Aと同じ。ガナードと違い、寄生体が露出した状態でも武器で攻撃を仕掛ける。
黒騎士タイプ
銀タイプに比べて若干HPの高いものがいる。露出する寄生体はガナード（寄生体）の寄生体Bと同じ。やはり寄生体が露出しても武器でも攻撃を仕掛ける。寄生体側の攻撃はガナード（寄生体）と同様に即死攻撃であるため危険。
プラーガ（母体）
サラザール家が封印していたプラーガの巨大な母体で巨大な花弁状の本体と巨大な二本の触手を持つ姿をしている。サラザール家の古城の円塔の最上層にある、巨大な二層構造の部屋に保管されている。
母体であるがゆえにプラーガの成虫を無尽蔵に産み続けることが出来る。また本体の花弁状の器官からは複数本の細い触手を出すことができ、サラザールやヴェルデューゴと融合できる。

#### ガナード（Ganado）
サラザール家の領地に原生する寄生生物「プラーガ」に肉体を乗っ取られたヒトの総称。
宿主の意識は失われ、人間としては自我を失い悪意に支配されているため死者に等しい状態だが、プラーガが感染前の生活を模倣して生きた人間のごとく活動する。宿主の知識や技術はそのまま残っており、言語を用いた会話や道具の使用さえ可能で、上体を反らしたりサイドステップしたりして射線を避ける、両手で頭部をガードする、ボウガンを持っている際は敵との距離を保つなど、回避行動も行う。過去作のゾンビ同様、銃弾にも耐える生命力を獲得しており（ただし、ある程度の痛覚は残っており、攻撃によっては痛がる描写がある。）、70キロあるレオンを女性でも片手で投げ飛ばすほどの筋力を発揮する。
未感染の人間を発見すると即座に凶暴化し、武器や罠を用いて組織的に行動しながら標的を追い詰め、殺すか感染させようとする。
「ガナード」とはスペイン語で「家畜」を意味し、文字通り教団の幹部たちには下位の労働力として使役されている模様。単に「ガナード」と呼称した場合は主に村人、邪教徒、戦闘員の三種を指す。
村人
サラザール家の領地である村落の住人達がガナード化した存在。ルイスのメモやエンディングのイラストから、最初の数人はプラーガの発掘作業中に胞子状になったプラーガの幼体を空気と共に吸ってしまったことで寄生され、それ以外の村人は教団によって予防接種と銘打って卵を注射器で植え付けられたことで寄生された。
一見すると農作業や牧畜に勤しむ穏やかな生活を送っているように見えるが、村の目立たぬ場所には人間の遺体や人骨がいくつも転がっている。また衛生観念も欠如しており、腐った食物や死体を室内に放置したり腐った食物なども平気で口にしている模様。
支配種プラーガを宿した村長からレオンの抹殺を命じられているためにレオンを発見すると、ピッチフォーク、鎌、ハチェット、包丁、松明などの農具が大半を占める日用品を手に襲い掛かり、一部の者は自身や仲間が巻き添えになるのも構わず業務用ダイナマイトを手榴弾の様に投擲したり、味方もろともトラックで轢き殺そうとする。一方でアシュリーに対しては生け捕りにするよう命じられているため、捕まえて拉致しようとする。また、村の各所にトラバサミやワイヤー爆弾、落石などのトラップを仕掛けて防衛線を築いている。
なお、ボウガンの様な飛び道具を持たない代わりにダイナマイト、ハチェット、鎌を無限に投擲する者が多く登場する。
上記のような行動をとるものの、やはり宿主が普通の一般人であり戦闘経験に乏しいため、ガナードの中では最も弱い。また、海外版のボトルキャップでは男性で「ホセ」「ディエゴ」「エスティバン」「マニュエル」、女性で「イザベル」「マリア」という名前の村人が存在する。
ガナード（チェーンソー系）
伐採用の大型チェーンソーを武器として使用するガナード。三種類存在する。
村人・邪教徒・戦闘員ら通常のガナードと比べてプラーガとの同化に適合しすぎた結果、強い破壊衝動に支配された代わりに強靭な肉体を獲得している。また、執拗さも通常のガナードを上回っており、敵と認識した相手をどこまでも追跡する。そのため生け捕りにするように命じられているにも関わらずアシュリーを容赦なく殺そうとする。チェーンソーによる攻撃は非常に強力で、受けた相手は即死してしまう。
尚、ゲームシステム上ではロケットランチャー、ハンドキャノン、焼夷手榴弾、P.R.L.412以外の武器では1回の攻撃で与えられるダメージの上限が決まっており、また、マシンピストルでのダメージは軽減されてしまうため、ショットガン、マグナム、ライフルで倒す場合、武器の改造度合いによってはガトリング男やガラドールを倒すのに必要な弾丸量よりも弾丸を消費することになる。そのため、ハンドガンとナイフによる攻撃が最も弾丸の消費を抑えることができる攻撃手段である。
以下の三種が存在する。
チェーンソー男 (Dr. Sarvador)
両目の部分をくりぬいた頭陀袋のマスクを被り、本体が黄色いチェーンソーを手にしているガナード。宿主は村落の住人の一人で、呼び名の通り男性である。頭部以外は通常のガナードと同じく、個人毎に体型や服装が様々で青年や老人が存在する。最も多く且つ最初に遭遇するのが小太りの男であり、名前は海外版のボトルキャップで「Dr.（ドクター）サルバドール」。
必ずガナード化した村人達と共に現れる。行動パターンは相手の近くまでひたすら走り寄り、絶叫しつつチェーンソーを素早く振り降ろすという単調なもの。体格は他の村人と大差は無いが、プラーガによる強化で異常に頑強な肉体となっており、ライフル弾やマグナム弾の頭部への直撃にさえ耐える。また、痛覚も鈍くなっているのか、ハンドガン、マシンガン、ナイフ等のストップパワーが小さい武器での攻撃は複数回受けなければ怯みさえしない。尚、即死攻撃のみを繰り出すためにあまり目立たないが、筋力も通常のガナードより発達しており、チェーンソーを軽々振り回す、棚等で塞いだ木製の扉を一撃で破壊する、武器を決して手放さない等の描写からそれがうかがえる。
凶暴性こそ増しているが、知性や言語能力は失われておらず、言葉を発したり積極的に相手の死角に回り込もうとする。
なお、黄色いシャツの上に紺色のジャケットを羽織り、血濡れたマスクを被った外見の異なる者も登場するが、能力に大差はない。
『THE MERCENARIES』で唯一登場しないクリーチャーである。
チェーンソー姉妹(Bella sisters)
口から上に包帯を無造作に巻き、本体が赤いチェーンソーを手にしている女性のガナード。口内には黄色い液体が絶えず泡をたてている。宿主はチェーンソー男と同様に村落の住人であり「姉妹」の呼び名通り宿主は姉妹。青い服を着たものと黄色い服を着たものの二体が存在する。
性質は二人組である以外はチェーンソー男と大差はない。村落の関所で門番の役割を担っており、青い服を着たものは関所の鍵を首にかけている。侵入者を発見すると、姉（もしくは妹）や村人の集団と共に排除しようとする。頑健さはチェーンソー男よりも多少は劣るが、姉妹で挟み撃ちを仕掛ける等、知能は高い。
巨大チェーンソー男
『THE MERCENARIES』の港ステージにのみ登場する。チェーンソー男をそのまま一回りほど巨大化した様な外見のガナード。巨大化の影響か服がずたずたに破けており、サスペンダーはちぎれて垂れ下がっている。黄色いチェーンソー二台を鎖で連結させた巨大な二枚刃のチェーンソーを武器とする。
標的を発見するとチェーンソーを常に振り回しながら、他のガナードよりも高速で追跡する。どんなに高い段差もジャンプで飛び越え、手榴弾の攻撃でさえ爆心付近に巻き込まれなければ怯むことがない、最強のガナード。
なのだが、ミニゲームのみの登場であるため、本編の世界観にも存在するのかどうかは不明。
邪教徒
時代錯誤なローブに身を包んだ邪教集団ロス･イルミナドスの狂信者たち。仮面や兜で顔が分からない者を除いて全員異様に顔が白く、スキンヘッドで赤い模様（化粧か刺青かは不明）をしている者もいる。ローブの色によって格付けされており、黒＜紫＜赤の順に地位が高い。
プラーガ研究の早期に自ら望んで寄生体を受け入れたため、体内の寄生体は成体もしくはそれに近い状態に成長している。高位のものは攻撃力が高い。耐久力も村人タイプのガナードより全体的に高く、木製のスクトゥムや、髏を模した金属の仮面で身を守る者も存在する。フレイル、大鎌、ボウガンなどのヨーロッパ中世を彷彿させる古めかしい武器を手に、経文を唱え不気味な笑みを浮かべながら襲い掛かる。さらに一部の者はRPG-7に似た携帯型のロケット弾発射器や固定式且つ電動式の大型ガトリングガンなど強力な重火器も使用するほか、村人と同様に業務用ダイナマイトも使用する。また、投石器やドラゴン型の火炎放射台、二人乗りの大型掘削機、樽を落下させる装置等の珍しい武器も扱う。二手に分かれて行動するなど村人よりも行動が戦術的で、飛び道具であるボウガンを所持する者が多い。
邪教徒（リーダー）/ リーダー・ゼラト
赤及び紫のローブを着た邪教徒の内、山羊の頭骨のマスクを身につけたもの。戦闘指揮を執るほか、一部の者は並外れて頑健な肉体をもつ。
特に古城にて出現する、「城内サロンの鍵」を首にかけているものは全ガナード中でも最高レベルのタフネスさを誇り、ライフル弾やマグナム弾の頭部への直撃にも耐える。更に追い詰められた際は条件を満たすと固定式の電動ガトリングガンで反撃に転じる難敵。
戦闘員
プラーガの研究施設がある孤島を警備する私兵たち。邪教徒と同様にロス・イルミナドス教徒である模様。村人と同じく腐った食物を主食にしている。多くの者は邪教徒とは対照的に近代的な服装をしており、一部の者はヘルメットやボディアーマーを身に着けている。
戦闘訓練を受けており、邪教徒よりも全体的に体力が高く、走って接近する速度がかなり速い。村人や邪教徒が使用していた武器の一部に加え、新たにスタンロッドを所持しているが、後述のガトリング男などを除いて銃器は所持しておらず、飛び道具はボウガンや携帯型のロケット弾発射器が主である。ただし、要塞には多数の固定式ガトリングガンがあり、レオンを待ち伏せする。
他のガナード同様に全員が欧州人だが、彼らの一部はクラウザー同様にプラーガ奪取の為に潜入した結果、ガナード化してしまったH.C.F.の工作員である。
戦闘員（ハンマー）
戦闘員の内、古代の剣闘士のような金属製の鎧と決して手放さない戦闘用ハンマーで武装した一回りほども大柄な者。
頑健な肉体をもち、見た目とは裏腹に動きも素早い。攻撃力も高く、手にしたハンマーで相手を吹き飛ばす。
ガナード（ガトリング男）/J.J
本来銃架に固定して用いる大型の電動式ガトリングガンを携行する、2メートル以上の身長と筋骨隆々の体格をもつ大柄な男性のガナード。頭に赤いベレー帽を被り、右目にロス・イルミナドス教団の紋章が刺繍された黒い眼帯を付け、弾帯を身体に巻き付けている。孤島を警備する戦闘員の一員。
ガトリングガンを銃架に固定せず、手に持ったまま反動を腕力で押さえつけ手振れすることなく連射できる筋力を獲得しており、遠距離では左右になぎ払うような激しい銃撃（敵味方問わず攻撃判定あり）、近距離ではガトリングガンで殴りつける攻撃を行う。なお、射撃の精度は非常に高い。巨大チェーンソー男と同様に如何なる段差もジャンプで飛び越え、ゲームランクや難易度によってはロケット弾の直撃にすら耐えるほどの頑健な肉体を持つ難敵である。また、ガナード（チェーンソー系）と同様に痛覚が鈍くなっており、ハンドガン、マシンガン、ナイフによる攻撃を受けても怯まない。
武器商人
村落・古城・孤島の様々な場所に現れる、黒いロングコートを着た男性のガナード。一部の商人は目が赤色に光っている。大きなリュックサックを背負い、紫のフードで目から下を隠した非常に怪しい格好をしている。リュックサックやコートの内側には武器が大量に格納されている。
呼び名の通り武器を行商しており、青い炎の松明を行商中の目印にしている。ロス・イルミナドス教団の手下であるガナードの一員にも関わらず、教団の敵であるレオンを敵視することはなく、金さえあれば取引に応じ、レオンを「Stranger（お客さん）」と呼ぶ。また、教団幹部のメンバーと同様にスペイン語訛りの流暢な英語でダミ声で会話する。
ガナードとしては非常に脆弱で、ナイフの一撃で死亡してしまう。複数体存在し、当然ながら死亡してしまった者とは取引できなくなる。他のガナードは彼を直接狙って攻撃することはないが、ダイナマイトなど同志討ちする攻撃は武器商人にも当たる。
これらの特徴はガナードとしては非常に特殊であり、プラーガが登場する後続作『5』、『バイオハザード ダムネーション』、『アンブレラコア』にも似た特徴をもつガナードは登場しない。
ガナード（寄生体）
宿主の人間の身体が致命的なダメージを受けたため、プラーガが露出して直接肉体の制御を行っている状態。
頭部が吹き飛んで寄生体が現れるため人間の知能は失われ、動作もぎこちなく歩くのみ（扉の開閉やハシゴの使用などは可能）だが、露出した寄生体がより強力な攻撃を仕掛けてくる。人間の身体はプラーガの乗り物でしかなく攻撃してもほとんど効果はないが、露出した寄生体には通常のガナードと同じくヘッドショットが有効。また光に弱く、閃光手榴弾の強烈な光を浴びるとそれだけでプラーガ本体が崩壊してしまう。成長段階によって以下の3タイプに分かれる。
なお、チェーンソー男、チェーンソー姉妹、巨大チェーンソー男、ガトリング男、武器商人からは寄生体が発生しない。
寄生体A
幼体。ガナード化した時期が比較的遅かった村人や一部の戦闘員（元は潜入していたH.C.F.の工作員）の首から出現する。
心臓の様な器官に宿主の眼球がぶら下がった見た目をしている。敵を察知すると心臓状の器官に格納されている先端に刃が付いた触手を展開し鞭のように振り回す。
海外版のボトルキャップではふくよかな男性の見た目の「ペドロ(Pedro)」という名前の人物が存在する。
寄生体B
成長途上のもの。ガナード化した時期が比較的早い邪教徒の首から現れる。まれに宿主の頭部が破裂せず、上顎から上が寄生体に押し出されぶら下がった状態になる。
触手も酸もないが、胴体と一体化した巨大な顎は人間の頭蓋骨を即座に噛み砕き死亡させる破壊力がある。
寄生体C
成体。ガナード化してからかなりの時間が経過している邪教徒と戦闘員の首から出現する。宿主の身体が破壊されると、プラーガが離脱して襲い掛かってくる。
中距離では口から酸を吐き、近距離では8本の足で相手の頭にしがみ付いたのち顎で噛みつく。
ガラドール（Garrador）
プラーガを用いた肉体強化実験で生み出された戦士。名前は「カギ爪を持つ者」を意味し、名前通り自在に伸縮できる三本のL字型の刀剣が付いたガントレットを両手に装備している。
素体となった人間（男性）の原型がほぼそのまま残っているため、一見すると一回りほど大柄であることを除けばガナードに見える。すなわち、チェーンソー男やチェーンソー姉妹、ガトリング男のように強力な武器を扱い並外れて頑健な肉体をもつイレギュラーなガナードを人為的に造り出そうとした末に誕生した存在といえる。
非常に頑健な肉体と筋力を獲得したが、目に付いた者に敵味方の区別なく襲い掛かるほど凶暴化したため、瞼を縫合して視覚を奪われ古城の牢獄などに拘束されている。封じられた視覚に代わって聴覚が発達しており、わずかな足音でも正確に獲物の位置を捕え、カギヅメを振り回して切り刻む。背中に露出したプラーガの一部は弱点となっており、その弱点以外に攻撃を受けてもほぼ怯まず、受けるダメージも僅かだが、弱点に攻撃を受けると大きく怯み、多大なダメージを受ける。そのため、場合によってはチェーンソー男を倒すよりも少ない弾薬の消費量で倒せる。以下の二種が存在する。
通常タイプ
上半身は裸で、ヨーロッパ中世の剣闘士を彷彿させる兜を被り、首に鎖を巻き、ズボンと靴を着用している。
村人と共に襲いかかるチェーンソー男/姉妹や、戦闘員と共に襲いかかるガトリング男と同様に、邪教徒と共に襲撃してくる。
全身鎧タイプ
背中の弱点以外を全て甲冑で覆った個体。一体のみ存在するレア個体。
通常タイプや紫のローブを着た邪教徒の集団と共に襲いかかる。タフネスさに拍車がかかっている。

#### 教団が開発したB.O.W.
プラーガの特徴である「あらゆる生物に寄生できる」、「宿主の生命力が向上する」、「支配種プラーガでコントロールできる」という点を利用して造られた有機生命体兵器（B.O.W=Bio Organic Weapon）群。教団の悲願である世界征服に利用しようとしていた。
ヒト以外がベースのB.O.W.

デルラゴ（Del Lago）
プラーガを応用した生物兵器開発研究のサンプルとなったオオサンショウウオが変異した巨大なB.O.W.。名前は「湖の」を意味する。
プラーガの成長が進むにつれて際限なく巨大化し全長は20メートル以上にも及ぶほどになったものの、制御不能であり凶暴性を危険視したサドラーによって村の湖に封印されていた。また、攻撃には使用しないが口内に寄生体の触手が蠢いているのが見て取れる。
水中をモーターボートと同等の速度で移動し、レオンの乗るボートに体当たりを仕掛け、水面に投げ出された所を丸呑みにしようと襲い掛かってくる。
コルミロス（Colmillos）
プラーガを寄生させた犬が変異したB.O.W.。名前はスペイン語で「牙」を意味し、寄生体との同化によって発達しすぎた牙が口腔に収まりきらず、口が大きく裂けて歪な牙がむき出しとなった凶悪な面構えをしている。
動きが素早い上に姿勢が低く、サイドステップで銃の射線を外しつつ飛びかかり、相手に圧し掛かって喉笛に噛みついてくる。背中を突き破って寄生体の触手が露出し、鞭のように叩きつける攻撃も行う。プラーガを介した行動のコントロールは安定しており、出現時には犬系敵あるあるで必ず群れを作って現れ波状攻撃を仕掛けてくる。
ヒトがベースのB.O.W.

エルヒガンテ（El Gigante）
プラーガを寄生させた人間に遺伝子操作を施した結果生み出された、名前通りの「巨人」を体現したかのように2階建ての家屋ほどもある異様な巨体へ変貌したB.O.W.。下記の事情から、生み出されたのはわずか数体のみである。また、村に出現する個体は皮膚が薄い灰色だが、古城の地下ではより耐久力の増した赤色の皮膚の個体が2体同時に登場する。
圧倒的なパワーと耐久力を持ち、強烈なパンチや体当たりを繰り出すほか、村に出現する個体は大岩を投げ飛ばし、立ち木を引き抜いて振り回す。一方、知能は皆無で同族のガナードにさえ襲い掛かるほど凶暴。耐久力にも限界があり、それ以上のダメージを受けると膝をついて動きを止め、弱点の巨大な寄生体が再生のために活発化し、背中から露出する。
ノビスタドール（Novistador）
プラーガの応用実験で生み出された昆虫と人間の混合体のような見た目のB.O.W.。ベースは人間だが複眼や触角をもつ、黄緑がかった白色の体表、鋭い爪を備えた脚、柔軟な身体と見た目はほぼ虫である。
全身を覆う外殻の色を自在に変化させる擬態能力で「見えざる者」の名の通り身を隠す（風景の揺らぎ、眼光、吐息、移動時の水しぶきで位置は判別可能）能力を持ち、首切りという即死技も持つ。また、作中では支配種プラーガの宿主であれば使役可能と思われる描写がある。
鋭い爪や飛び蹴り、酸を吐きだして獲物を狩る。飛行能力はあるが擬態能力を持たない失敗作（サラザール曰く「できそこない」）も多数存在し、それらは背中の翅で宙を飛び、群れをなして標的を襲う。ベースは人間ながら手足のあるフォルム以外は人間の面影は全くなく、古城の一角に巨大な巣を作って盛んに繁殖を続けている。
ヴェルデューゴ（Verdugo）
詳細は後述。
リヘナラドール（Regenerador）
ひとりの人間に複数のプラーガを寄生させる実験で生み出された怪物。乾いたような薄紫色の皮膚、鋭い牙を持ち常に涎を垂らす口、古い電球のように揺らいで赤く輝く眼球といった醜悪な外観を持つ。
名前はスペイン語で「再生者」を意味しその名を体現するように身体の欠損個所を短時間で修復できる異様な代謝能力とそれに伴う高い耐久力を獲得している。しかし、複数のプラーガを寄生させたせいなのか細胞組織が脳や内臓を始め身体の隅々まで変質してしまっているために人間の知能はなく、単に獲物に対して食らいつくだけの生ける屍と化している。歩行速度は遅いが、補うかのように腕を遠くに伸ばして相手を引き寄せて噛み付いたり、丸太のように肥大させて殴りつける。
アイアンメイデン（Iron Maiden）
リヘナラドールに更なる改良を加えた強化版。見た目もリヘナラドール以上に醜悪で皮膚はより暗い灰色になり眼球は退化し口は鼻先まで縦に割れているという外観を持つ。全身の皮膚に1メートル以上にも伸びる針を無数に隠し持っている。
伸縮自在の手で捕らえた獲物を自らの身体に叩きつけるように引き寄せて串刺しにするという攻撃をするが、その様子が中世ヨーロッパの拷問具「鉄の処女(アイアンメイデン)」を彷彿とさせる事から名がついた。
U-3
プラーガと複数の生物の遺伝子を用いて生み出された合成生命体。各生物の特徴の調整が不完全なため、舌が異様に伸びた人間の上半身に昆虫の腹部を持ち、その巨体をトカゲのような4本の足で支えているなど非常に歪で醜悪な姿となった。
3段階に形態が変化し、第1形態は左腕の触手を鞭のように振り回し、相手に叩きつけたり首に巻き付けて頸椎をへし折る。第2形態は人間部分の背中から大型のプラーガが露出し、巨大なハサミのようなアゴで相手を切り裂く。ダメージによって人間部分が機能を失い、プラーガが直接肉体を制御しているのが第3形態で、巨大なアゴで地中を掘り進み、足元から奇襲攻撃を仕掛けてくる。

#### 支配種プラーガ
所謂通常のプラーガ「従属種プラーガ」を操ることができる｢支配種｣と呼ばれるプラーガ。
従属種との最大の違いは宿主の肉体にガナードとは比較にならない変異をもたらす代わりに、宿主の自我は奪わず、「従属種プラーガを操る」という能力を宿主の意思でコントロールできるという点である。
従属種に寄生された人間「ガナード」の様な総称は無い。
宿した人間

ビトレス・メンデス
村長メンデスがレオンとの戦闘において、プラーガの力を解放して現した異形の正体。
胴が上下に裂け、プラーガの影響で異常に発達し伸びた脊椎が特徴でそこからムカデのような肢を蠢かせている。主な攻撃手段は背中から伸びる2本の長大な前足で、振り回して先端の爪で切り裂くほか、脊椎と同時に伸ばして高所を攻撃したり、遠くの地面に突き刺し身体を引き寄せることで一気に長距離を移動する。弱点はむき出しとなった脊椎。
ちなみに脊椎は弱点だが切断されても上半身のみで活動する第2形態となり、前足の爪を小屋の梁に引っ掛けて振り子のように移動することでより機敏な動作で襲い掛かる。
ラモン・サラザール
古城の城主サラザールが側近であるB.O.W.「ヴェルデューゴ」と共にプラーガの巨大な母体と融合した姿。
中央の花のつぼみのような核と左右の壁面から巨大な触手が出ているのが特徴で中央の触手の根元付近にある強固なシェルターの中にサラザール本体がいる。
レオンを触手で叩きつけたり、身体に巻きつけて地面に投げ飛ばす。中央の触手の先端には側近の顔が浮かんでおり、鋭い牙が並ぶアゴで相手を即座に噛み砕き死亡させる。また、つぼみの下の根には無数の寄生体の胞子が生えており、そこから次々とプラーガを生み出す。弱点はサラザール本体であり、触手が噛みつき攻撃を行う時か側近の顔の眼球を攻撃し、動きが止まった時のみ姿を見せる。
ヴェルデューゴ（Verdugo）
サラザールの側近兼警護を務める、赤いローブを着た黒い外殻の昆虫人間で昆虫の遺伝子を用いた応用実験の完成形。名前はスペイン語で「執行者」を意味する。素体はサラザールの執事であり、邪教徒と同様に自らプラーガを受け入れたことが示唆されている。
サラザールが自らの右腕と呼ぶ赤色のローブを着たものがレオンの処刑執行のために差し向けられた。ノビスタドールよりはるかに高い戦闘能力を持ち、両手の爪を用いた格闘戦に加え、先端に刃のついた伸縮自在の尾を鞭のように振り回す。また、柔軟な身体を活かして床下や天井裏に潜り込み、死角からの奇襲攻撃を仕掛けてくる。また、全身を包む外殻は銃弾を弾くほど強固。だが、冷気には非常に弱いという弱点がある。
人間だった頃の自我はガナードよりも色濃く残っており、レオンとの戦闘に於いても指を立てて挑発したり、攻撃を受けても効いていないとばかりに肩をすくめるなど見た目にそぐわず仕草が人間的。
なお、もう一方の側近である黒いローブを着たものも同種であり、サラザールと共にプラーガ母体と同化した。
ジャック・クラウザー
赤い帽子と金髪が特徴の2年前に死んだとされている元米合衆国の傭兵でありアルバート・ウェスカーから送り込まれたスパイ。
バイオハザード「ダークサイドクロニクルズ」でレオンとペアを組んでいたこともある人物だが、前述のレオンとの仕事から人の姿のままで強い力を扱える生物兵器の力に魅入られ力を得るためにプラーガを利用した。
鍛え抜かれた肉体に支配種プラーガの力が加わったことで超人的な身体能力を獲得しており、ナイフや体術を用いた接近戦をベースに、マシンガンや手榴弾、爆弾付きアーチェリーといった強力な武器で攻撃する。さらにプラーガの力を解放すると左腕が巨大なブレード状に変化し、強力な斬撃を繰り出してくるほか、ブレードを翼のように展開させることで、あらゆる攻撃を防ぐ鉄壁の盾として使用する（下半身まではガードしていない）。本編においては二度闘い、最初はアクションボタンのイベントで、後に孤島深部にある遺跡の中で、シーカーと呼ばれる2種類の自走爆雷を仕掛けて待ち受ける。プラーガを解放した最終決戦の時以外は攻撃しても撤退するだけで、ダメージは与えられない。
一度はレオンに倒されたものの死亡しておらず、『the another order』にて再登場。その際には皮膚が大きくただれ、粘液に覆われ、意識もプラーガに乗っ取られ凶暴化。無言のままエイダに襲い掛かるも倒され、死亡する。
支配種プラーガの力を解放した幹部のボスは人間の姿を完全に失った姿に変化することが多い中、変化が左腕の変化のみに留まっているなど、他の幹部に比べると比較的人間の姿を保った状態になっている。
オズムンド・サドラー（変異形態）
ロス・イルミナドス教団の教祖サドラーが、支配種プラーガの力を完全に解放した本編の最終ボス。
首が長大に伸び、顔は口の中に眼球が現れ、頭部の周囲に3本の巨大な牙が生え、首の根元からは巨大な4本の節足に真ん中にサドラーの抜け殻(首から下)がぶら下がり、数本の先端に刃のついた触手が生え、節足それぞれの関節部に眼球が付いている異形の姿をしている。
接近しただけで斬りつける力やどの方向からでも敵対者を捕捉可能な視界、牙で鉄骨を咥えて軽々と投げ飛ばし、巨体からは想像もつかない跳躍力でレオンを踏み潰そうとするなど凄まじい力を持つ。外殻にロケットランチャー（通常弾）が直撃しても即死には至らないなど、きわめて高い生命力を持つ。
オズムンド・サドラー（人間形態）
『the another order』でエイダが闘うことになる変身前の人間姿のサドラー。
人型を保ってはいるものの、体内は高密度に圧縮された支配種プラーガの細胞で埋め尽くされており、重い足音から見た目に反して非常に質量が高いことがうかがえる。
クラウザー以上の身体能力を有しており、残像が見えるかのような高速移動で標的を追い詰め、掌底などの体術や、最大数十メートルにも伸びる右腕の触手をムチや槍のように用いて攻撃する。また、その身にハンドガンやマシンピストルなどの銃弾を受けても、寄生体の細胞が手先に撃ち込まれた銃弾を集め、逆に高速で撃ち返すことも可能。

## 反響
本作は従来のシリーズ作品から大幅に路線変更をしたことで、シリーズのファンから大きな反響を呼んだ。
また、加山雄三や鈴木史朗など高齢のゲームファンの中には本作のファンもおり、特に鈴木は、もともとゾンビが苦手であり、本作に登場する敵キャラクターが人間寄りだったため楽しめたと、2012年の加山との対談や2016年に開催されたシリーズ20周年感謝パーティーにて発言している。
アシュリーはルックスの良さに加え、初期衣装のアシュリーを高所に配置し、カメラアングルを調整して鑑賞するプレイヤーも少なくなかった。
一方、村人の話すスペイン語のセリフには字幕がなく、別のセリフに聞こえる（空耳）ことから、インターネット・ミームへと発展した。なお、これらの空耳は2023年に発売されたリメイク版『バイオハザード RE:4』の宣伝にも使われた。
2010年頃から、本作はインターネットによる生配信の分野で流行し、縛りプレイを行う配信者も相次いだ。ゲームキューブ版の発売から10年以上が経過した2021年には、タレントの狩野英孝が本作の実況配信を行った際、不用意な操作によってレーザートラップで即死したシーンが海外で大ウケするという出来事があった。

## 評価

### 評価（ゲームキューブ/PlayStation 2版）
Metacriticにおけるゲームキューブ版およびPlayStation 2版の評価は100点満点中96点で、「全世界が認めた」（ "universal acclaim"）という評価がつけられた。
GameSpotのGreg Kasavinは声優の演技を評価した一方、いつになくばかばかしい会話には裏切られたと指摘している 。
Yahoo! GamesのAdam Pavlackaと GameSpotのKevin VanOrdは、キャラクターを掘り下げたことを評価している. 。
IGNのMatt Casamassinaは、描きこまれたキャラクターデザインだけでなく、戦闘の演出やムービーシーンにおける3DCGのモデリング もよくできていたと評価した 。
Casamassinaもキャストの演技、特にレオン役のポール・メルシエの演技を評価している 。

また、GameProや Game Over Online などはゲーム内で使える武器の幅が広がった点を評価している。

アメリカのテレビ局G4で放送されているX-Playでは、ゲームキューブ版に5点満点がつけられ、シリーズにおいて新しい遊び方を取り入れたことなどが評価され、番組内において取り上げた作品の中で一番素晴らしい作品として表彰された。
ライターの平田洋はGAME Watchに寄せたゲームキューブ版のレビューの中で、ラジコン操作から主観中心の視点になったことで周囲を警戒する必要が出てきたため、臨場感が増したと評価している。

### 評価（PC版）
PC版の評判は他機種版と比べると今一つだった。
マウスに対応していない上、キーボードでは操作性が悪く、ゲームパッドコントローラでないとまともに敵を狙えないという指摘や、ムービーやレンダリングの質の低さが指摘された。

それでも、IGNと GameSpotはプレイを評価している 。

ライターのmidiは、4Gamer.netに寄せたPC版『バイオハザード4』の批評の中で、バイオらしさがしっかり継承されていると評価すると同時に、アクションゲームが苦手な人向けに低難易度モードが用意されているのもよかったと述べている。
midiはイベントシーンにおけるQTEは評価が分かれるところだと述べつつも、見るだけだったイベントシーンに参加できることからそれなりの意義があるとしている。
その一方、midiはPC版のムービーの解像度が家庭用ゲーム機の解像度と同等であるため、ゲーム中よりも画像が荒く見えてしまう点を指摘している。

### 評価（Wii版）
『ファミ通』クロスレビューにおけるWii版の評価は40点満点中38点（10点：2名、9点：2名）であり、Wiiリモコンという新しいコントローラが新鮮さをもたらしたとされている。

イギリスの雑誌NGamerにおいてWii版のスコアはゲームキューブ版（97%）よりわずかに低い96％がつけられた 。
同誌ではビジュアルや操作性などが評価された一方、ゲームキューブ版をプレイ済みのユーザーにとってはWii版が別段特別には思えないだろうとしている 。
Official Nintendo Magazineにおいても、Wii版はゲームキューブ版より3%低い94%のスコアがつけられている。

2009年には同誌による任天堂ハード向けの名作ランキングの中で9位にランクインした IGN praised the Wii version, stating it is the superior edition, but does not push the Wii like it did with GameCube and PS2. 。
GameSpotはWii版の斬新な操作性を評価する一方で、独自要素が欠けている点を指摘している。また、 Hyper's Jonti Davies はグラフィックの向上を評価しつつも、独自要素の欠如を指摘している。

### 評価（上記以外の機種）
DestructoidにおけるPS3版の評価は9.0点である。
GAME Watchの小野憲史はiOS版について休眠ユーザーの掘り起こしという意味合いが大きかったとしつつも、カジュアルなユーザーへの配慮が足りなかったと指摘している。
ライターのやましんは、Mogura VRに寄せた記事の中で、VRでの現実感よりは『バイオハザード4』の世界の再現に注力しているように感じたと述べている。やましんは操作性がほかのVRゲームよりもカジュアルで、VR初心者でもすぐ慣れるだろうとみる一方、操作の感覚がモーションコントローラーとは比較にならず、手振れやリロードミスといったオリジナル版では経験しなかった要素に苦労したと振り返っている。また、やましんは蹴りの場面で従来の3人称視点に切り替わってしまうことや、一部を除きQTEに大幅な変更がなかったことを報告している。
IGNの渡邉卓也は、VR版について、VRに適応した部分は面白かったがやっていることは昔と同じなので飽きてしまったと話している。

### 受賞歴
本作はCESA GAME AWARDS 2004-2005において優秀賞、ファミ通アワード2005において大賞を受賞した。

## 他作品への影響
本作における肩越し視点のTPSというシステムは、『 DEAD SPACE 』や『Gears of War』など、日本国外の作品にも影響を与えた。
また、Wii editionの操作方法は高い評価を得ており、後に『デッドライジング ゾンビのいけにえ』が制作されるきっかけとなった。
加えて、2022年に発売された『バイオハザード ヴィレッジ』は本作を参考に開発されており、本作の武器商人に相当するキャラクターとして「デューク」が存在するなど、類似点もある。

## 著作権侵害問題
2021年6月、アーティストのジュディー・A・ユラチェクは、カプコンが彼女に無断で自著Surfaces: Visual Research for Artists, Architects, and Designers に掲載されている画像を本作および『デビルメイクライ』のテクスチャマッピングとして使用したとして訴えを起こした。
2022年2月、ユラチェクとカプコンとの間で和解が成立した。